# Raión de Liozna
Liozna (en bielorruso: Лёзненскі раён) es un raión o distrito de Bielorrusia, en la provincia (óblast) de Minsk. Comprende una superficie de 1418 km². El centro administrativo es la ciudad de Liozna. 

## Demografía
Según estimación 2010 contaba con una población total de 17659 habitantes.